# 친핵성 치환
친핵성 치환(親核性置換, 영어: nucleophilic substitution)은 전자가 풍부한 화학종(친핵체로 알려짐)이 다른 전자 결핍 분자(친전자체로 알려짐) 내의 작용기를 대체하는 화학 반응의 한 종류이다. 친전자체와 이탈 작용기를 포함하는 분자를 기질이라고 한다.
반응의 가장 일반적인 형태는 다음과 같이 주어질 수 있다.
Nuc : + R-LG → R-Nuc + LG :
친핵체(Nuc)의 전자쌍( : )이 기질(R-LG)을 공격하여 결합한다. 동시에 이탈기(LG)는 전자쌍과 함께 이탈한다. 이 경우 주요 제품은 R-Nuc이다. 친핵체는 전기적으로 중성이거나 음으로 하전될 수 있는 반면, 기질은 일반적으로 중성 또는 양으로 하전된다.
친핵성 치환의 예시로, 알킬 브로마이드 가수분해를 들 수 있다. 공격 친핵체는 염기성 조건 하에서, R-Br, OH -이며, 이탈기는 Br -이다.
R-Br + OH − → R-OH + Br −
친핵성 치환 반응은 유기화학에서 일반적이다. 친핵체는 종종 포화 지방족 탄소를 공격한다. 덜 자주, 그들은 방향족 또는 불포화 탄소를 공격할 수 있다.

## 포화 탄소 중심

### SN1 및 SN2 반응

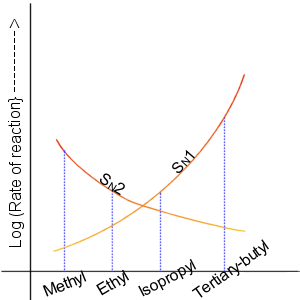
_{SN} 1 및 _{SN} 2 반응에 대한 다른 알킬 할라이드의 상대적 반응성을 보여주는 그래프

1935년 Edward D. Hughes 와 Christopher Ingold 경은 할로겐화 알킬 및 관련 화합물의 친핵성 치환 반응을 연구했다. 그들은 서로 경쟁하는 두 가지 주요 메커니즘이 작동한다고 제안했다. 두 가지 주요 메커니즘은 SN1 반응과  반응이었다. 여기서 S는 치환을 나타내고 N 은 친핵성을 나타내며 숫자는 반응 의 동역학적 순서를 나타낸다.
SN2 반응에서 친핵체의 첨가와 이탈기의 제거가 동시에 일어난다(즉, 협력 반응). SN2는 중심 탄소 원자가 친핵체에 쉽게 접근할 수 있을 때 발생한다.
| Nucleophilic substitution at carbon | Nucleophilic substitution at carbon |
| ----------------------------------- | ----------------------------------- |
| mechanism                           |                                     |
| SN2 reaction of CH3Cl and Cl-       |                                     |
| SN2 mechanism                       |                                     |

SN2 반응에는 반응 속도에 영향을 미치는 몇 가지 조건이 있다. 우선, SN2의 2는 반응 속도에 영향을 미치는 두 가지 농도의 물질이 있음을 의미한다. 기질(Sub)과 친핵체이다. 이 반응의 속도 방정식은 Rate=k[Sub][Nuc]이다. SN2 반응의 경우 아세톤, DMF 또는 DMSO와 같은 비양성자성 용매가 가장 좋다. 양성자성 용매는 용액에 양성자(H + 이온)를 추가하지 않다. SN2 반응에 양성자가 존재하면 친핵체와 반응하여 반응 속도를 심각하게 제한한다. 이 반응은 한 단계로 일어나기 때문에 입체 효과 가 반응 속도를 좌우한다. 중간 단계에서 친핵체는 이탈기로부터 185도 떨어져 있고 입체화학은 친핵체 결합으로 역전되어 생성물을 만든다. 또한 중간체가 친핵체와 이탈기에 부분적으로 결합되어 있기 때문에 기질이 스스로 재배열할 시간이 없다. 친핵체는 이탈기가 부착된 동일한 탄소에 결합할 것이다. 반응 속도에 영향을 미치는 마지막 요소는 친핵성이다. 친핵체는 수소 이외의 원자를 공격해야 한다.
대조적으로 SN1 반응은 두 단계를 포함한다. SN1 반응은 기질의 중심 탄소 원자가 부피가 큰 기로 둘러싸여 있을 때 중요한 경향이 있다. 그 이유는 이러한 기가 SN2 반응(위에서 논의됨)을 입체적으로 방해하고 고도로 치환된 탄소가 안정한 탄소 양이온을 형성하기 때문이다.
| Nucleophilic substitution at carbon | Nucleophilic substitution at carbon |
| ----------------------------------- | ----------------------------------- |
| SN1 reaction mechanism              |                                     |
| SN1 mechanism                       |                                     |

SN2 반응과 마찬가지로 SN1 반응의 반응 속도에 영향을 미치는 요인이 꽤 있다. 반응 속도에 영향을 미치는 두 가지 농도 대신 기질이 하나만 있다. 이에 대한 비율 방정식은 Rate=k[Sub]이다. 반응 속도는 가장 느린 단계에 의해서만 결정되기 때문에 이탈 그룹이 "떠나는" 속도가 반응 속도를 결정한다. 이는 이탈기가 좋을수록 반응 속도가 빨라짐을 의미한다. 좋은 이탈기를 만드는 일반적인 규칙은 짝염기가 약할수록 이탈기가 더 좋다는 것이다. 이 경우 할로겐이 가장 좋은 이탈기가 되는 반면 아민, 수소 및 알칸과 같은 화합물은 매우 열악한 이탈기가 된다. SN2 반응이 sterics에 의해 영향을 받았기 때문에 SN1 반응은 carbocation에 부착된 부피가 큰 그룹에 의해 결정된다. 실제로 양전하를 포함하는 중간체가 있기 때문에 부착된 부피가 큰 그룹은 전하의 공명 및 분포를 통해 탄소 양이온의 전하를 안정화하는 데 도움이 된다. 이 경우 3차 탄수화물은 1차보다 훨씬 빠르게 반응하는 2차보다 빠르게 반응한다. 제품이 반전을 가질 필요가 없는 것도 이 탄산염 중간체 때문이다. 친핵체는 위에서 또는 아래에서 공격할 수 있으므로 라세미 제품을 생성할 수 있다. 양성자성 용매는 중간체를 공격하여 원치 않는 생성물을 유발할 수 있으므로 양성자성 용매, 물 및 알코올을 사용하는 것이 중요하다. 친핵체는 속도 결정 단계에 관여하지 않기 때문에 양성자성 용매의 수소가 친핵체와 반응하는지 여부는 중요하지 않다.
| 요인          | SN1                                                    | SN2                                  | 코멘트                                        |
| 동력학        | 속도 = k[RX]                                           | 속도 = k[RX][Nuc]                    |                                               |
| 1차 알킬      | 추가적인 안정화 그룹이 존재하지 않는 한 진행되지 않음. | 장애 친핵체를 사용하지 않는 한 진행. |                                               |
| 2차 알킬      | 보통                                                   | 보통                                 |                                               |
| 3차 알킬      | 잘 진행됨.                                             | 진행되지 않음.                       | 가열하거나 강염기를 사용하면 제거 가능성 있음 |
| 이탈기        | 중요                                                   | 중요                                 | 할로겐의 경우, I > Br > Cl > F                |
| 친핵체        | 중요하지 않음                                          | 중요                                 |                                               |
| 바람직한 용매 | 극성 양성자                                            | 극성 비양성자                        |                                               |
| 입체화학      | Racemisation (+ 부분 반전 가능)                        | 반전                                 |                                               |
| 재배열        | 흔함                                                   | 희귀함                               | 부반응                                        |
| 제거          | 특히 염기성 친핵체에서 흔함                            | 열 및 염기성 친핵체만 사용           | 부반응 특히 가열하면                          |